# Manuel Legris
Manuel Legris (Parigi, 19 ottobre 1964) è un ex ballerino, direttore artistico e coreografo francese.

## Biografia
Nato a Parigi e cresciuto a Chevilly-Larue, Manuel Legris è stato ammesso alla Scuola di danza dell'Opéra di Parigi all'età di undici anni. Nel 1980, a sedici anni, ha iniziato a danzare con il balletto dell'Opéra di Parigi, venendo rapidamente promosso al rango di coryphée (1981) e poi sujet (1982). Nel 1986 Rudol'f Nureev lo ha proclamato danseur étoile dopo una rappresentazione della sua Rajmonda al Metropolitan Opera House durante la quale Legris aveva danzato nel ruolo del protagonista Jean de Brienne. Nel corso dei suoi ventitré anni come étoile della compagnia ha danzato in tutti i grandi ruoli maschili del repertorio classico e moderno. All'Opéra di Parigi ha eseguito coreografie di Frederick Ashton, George Balanchine, John Cranko, Nacho Duato, Mats Ek, Michail Fokin, Harald Lander, Serge Lifar, Kenneth MacMillan, Roland Petit, Angelin Preljocaj, Jerome Robbins, Antony Tudor, Rudi van Dantzig e, soprattutto, Nureev. Inoltre ha danzato nelle prime assolute di coreografie create appositamente per lui da alcuni dei maggiori coreografi contemporanei, tra cui  Twyla Tharp, Pierre Lacotte, Maurice Béjart, Trisha Brown, William Forsythe, Jiří Kylián, John Neumeier e Patrice Bart. Nel 1998 ha vinto il Prix Benois de la Danse per la sua interpretazione nella Carmen di Petit.
Molto apprezzato per doti tecniche e le grandi qualità da partner, ha danzato con alcune delle maggiori ballerine della sua generazione, diventando il compagno di scena preferito da Aurélie Dupont. Nel corso della sua carriera ha danzato come étoile ospite con alcune delle maggiori compagnie al mondo, tra cui il London Festival Ballet, il New York City Ballet, il Balletto di Amburgo, il Balletto di Stoccarda, il Balletto di Tokyo, il Balletto Bol'šoj e il Balletto Mariinskij. Il debutto scaligero è avvenuto nel febbraio 1987, quando ha danzato nel ruolo di Basilio nel Don Chisciotte di Nureev. Dopo aver danzato con Viviana Durante ne La bella addormentata di Lacotte nel 1989, il resto della sua apparizioni scaligere sono avvenute in coppia con Alessandra Ferri, con cui ha danzato come Des Grieux in Manon (1994), Florimundo ne La bella addormentata (1995), Romeo nel Romeo e Giulietta di MacMillan (Teatro Regio di Torino, 1996), Don Jose nella Carmen di Petit (2001) e, infine, Frollo in Notre-Dame de Paris (2001). Ha dato il suo addio alle scene dell'Opéra di Parigi il 15 maggio 2009 danzando nel ruolo dell'eponimo protagonista nell'Onegin di John Cranko. L'ovazione al termine della rappresentazione è durata oltre mezz'ora e in questa occasione Legris ha anche ricevuto il titolo di Commendatore dell'Ordine delle arti e delle lettere.
Il 1º settembre 2010 è diventato il nuovo direttore artistico del Balletto dell'Opera di Vienna, apportando da subito modifiche quali l'assunzione di dodici nuovi ballerini e l'aggiunta del grado di étoile (Erster Solotänzer) tra i ranghi della compagnia. Inoltre ha ampliato il repertorio della compagnia con coreografie di Nureev (Don Chisciotte, Lo schiaccianoci, Il lago dei cigni), Cranko (Onegin), Lacotte (La Sylphide) e Robbins e ha commissionato nuove coreografie a giovani coreografi come Alexander Ekman, Paul Lightfoot e Sol Leon. Inoltre nel periodo della sua direzione la compagnia ha ospitato importanti ballerini internazionali, tra cui Svetlana Jur'evna Zacharova. Nel 2016 ha fatto il suo esordio come coreografo con un proprio allestimento de Le Corsaire, poi riproposto anche al Teatro Real, alla Scala e al Teatro Nazionale Lituano di Opera. Nel 2018 il suo allestimento di Sylvia ha esordito a Vienna ed è stato poi riproposto anche alla Scala e all'Opéra di Parigi, vincendo il Premio Danza&Danza come migliore produzione classica e ricevendo una candidatura al Prix Benois. 
Il 18 febbraio 2020 è subentrato a Frédéric Olivieri come direttore del Corpo di Ballo del Teatro alla Scala. In questa veste ha ampliato il repertorio della compagnia con coreografie proprie e commissionate ad altri coreografi (tra cui una nuova Coppélia di Aleksej Ratmanskij); il periodo della sua direzione è stato caratterizzato anche dalle apparizioni sulle scene scaligere di numerosi étoile internazionali (tra cui Alina Cojocaru, Kimin Kim, Reece Clarke, Hugo Marchand, Myriam Ould-Braham e Ol'ga Smirnova) e dalla promozione di Nicoletta Manni ad étoile. Ha lasciato la direzione del teatro nel 2025 e gli è ri-subentrato Olivieri alla guida della compagnia scaligera.